# Коллинз, Уильям (художник)
Уильям Коллинз (англ. William Collins; 1788—1847) — английский живописец, ученик Дж. Морленда и Лондонской академии художеств (куда был избран членом-корреспондентом в 1814 г. и академиком в 1820 г.). Отец писателя Уилки Коллинза.
Коллинз родился в Лондоне в 1788 году. Был сыном Уильяма Коллинза-старшего, ирландского торговца картинами и писателя. С раннего возраста проявил склонность к искусству и некоторое время был  учеником Джорджа Морленда.
В 1822 году он женился на Гарриет Геддес, сестре художницы-портретистки Маргарет Сары Карпентер.
Писал картины народного быта, в которых с особой любовью выводил на сцену детей с их шалостями, радостями и горем, и давал столь важную роль пейзажной обстановке, что его можно считать в такой же степени ландшафтистом, как и жанристом. Произведения Коллинза не слишком велики по размеру, исполнены тонко, несколько суховато и отличаются правдивостью и теплотой содержания. Он несколько раз путешествовал в Париж, Бельгию, Голландию, Германию, Исландию, и, проведя два года (1837—1839) в Италии, перешёл там к религиозной живописи, которая, однако, не увеличила его известности, а напротив, привела его талант к упадку. Лучшие из его жанровых картин — «Счастлив, как король», «Деревенская вежливость», «Продажа любимого ягненка», «Отплытие рыбаков», «Собирание хмеля», «Разорители птичьих гнезд», «Отлет морских птиц» и некоторые др.